# Gad (prorok)
Gad (hebr. גָּד) – postać ze Starego Testamentu, jeden z pomniejszych proroków biblijnych działających w czasach króla Dawida.
Pojawia się na scenie wydarzeń biblijnych jedynie dwukrotnie. Po raz pierwszy, gdy polecił ukrywającemu się przed Saulem Dawidowi powrócić do ziemi judzkiej (1Sm 22,5) oraz ponownie, gdy po dokonaniu przez Dawida spisu ludności Izraela przedstawił mu trzy zaproponowane przez Boga kary, a następnie polecił mu dla przebłagania gniewu Bożego zbudować ołtarz na polu należącym do Jebusyty Arauny (2Sm 24,10-19; 1Krn 21,9-19). Ponadto 2 Księga Kronik (2Krn 29,25) przypisuje Gadowi zorganizowanie służby muzyków w Świątyni Jerozolimskiej.
Tradycja przypisuje Gadowi i Natanowi dokończenie po śmierci Samuela 1 Księgi Samuela oraz autorstwo 2 Księgi Samuela. Zgodnie z relacją biblijną miała istnieć także spisana przez Gada kronika panowania Dawida (1Krn 29,29).